# 立法国家
立法国家（りっぽうこっか）とは、国家の一形態。

## 概要
国家の役割が対外的には安全の保障、対内的には秩序の維持に限定されている国家であり、19世紀末までのイギリスがこれに当てはまる。このような国家では自由放任主義であり、議会の処理すべき問題は質的にも量的にも限定されていたため、議会が政治の中心であった。
だが、立法国家であった国家は20世紀に入ると変動の大きくなった経済や社会などの多くの領域で自律的な秩序維持が不可能となり、問題が発生した場合にも民間の自主的な努力では解決できなくなったことから、国家や政府の介入が必要となっていき、立法国家は行政国家へと転換していくこととなる。